# Hlapa
Hlapa – wieś w Chorwacji, w żupanii primorsko-gorskiej, w gminie Dobrinj. W 2011 roku liczyła 63 mieszkańców.